# Henri Krischer
Henri Krischer, alias André Lamiral (né le 13 juillet 1920 à Dortmund et mort le 25 juillet 2000 à Châlons-en-Champagne, Marne), est un Juif français, né en Allemagne de parents polonais, un résistant Francs-tireurs et partisans - Main-d'œuvre immigrée, avec Raymond Kojitsky et Jacques Kipman et Jacob Szmulewicz. 

## Biographie
Henri Krischer est né le 13 juillet 1920 à Dortmund, en Allemagne. La famille est originaire de Galicie en Pologne.
Le père d'Henri Krischer avait combattu dans l’armée austro-hongroise durant la Première Guerre mondiale. Il travaille en Allemagne dans la région industrielle de la Ruhr, en tant que wagonnier dans une mine de charbon à Dortmund. Il y contracta la tuberculose.
Sa mère se remarie avec Moïshe Ways, un cousin ayant fui la Pologne pour échapper à la guerre contre l’Union soviétique.

### Nancy
En 1922, Henri Krischer et sa famille arrivent à Nancy, ville ayant une importante communauté de Juifs polonais. Henri est âgé de deux ans. 
Élève au lycée Poincarré, il y obtient le bac philo.
Lors de l’invasion allemande de 1940, il fuit vers le sud avec sa mère. Ils reviennent à Nancy. Il porte l'étoile jaune et ne peut poursuivre des études de médecine.  
Le 19 juillet 1942, prend place la Rafle manquée de Nancy. Les parents d'Henri Krischer sont prévenus à temps. Leur fils est dans une colonie de vacances dans les Vosges, avec deux autres jeunes juifs, Marco Abriata et son demi-frère, Gaston Ways. Les trois jeunes gens figurent sur la liste des Juifs à arrêter. Ils devaient rentrer le lendemain.
La famille Krischer fait appel à Charles Thouron, inspecteur de police à Nancy, qu'ils connaissent. Il est affecté au Bureau des étrangers, chargé de contrôler les immigrants. Ce bureau était dirigé par Édouard Vigneron, qui sauva la vie de nombreux Juifs. Charles Thouron accepte d'aider. Il attend les trois jeunes à la gare et les mène à la cachette des Kirscher. Deux jours plus tard, il les cherche, les amène à la gare et leur achète des billets pour Dijon, proche de la ligne de démarcation. Le passage en zone sud serait alors plus facile.
Charles Thouron sera nommé Juste parmi les nations en 1996.

### Résistance à Lyon
Henri Krischer arrive à Lyon pendant l’été 1942.  
À partir de mai 1944, il s’engage dans les Francs-tireurs et partisans - Main-d'œuvre immigrée au sein du bataillon Carmagnole et prend le pseudonyme d'André Lamiral (en souvenir de ses années de canoé, qui lui avaient valu le surnom de « L’Amiral »).
À partir du 10 juin 1944, des F.T.P. -M.O.I.  de Carmagnole effectuent des patrouilles offensives à Lyon (exécutions d’ennemis et récupérations d’armes).
Le 11 juin 1944, Jacques Kipman fait partie d'une de ces patrouilles avec sept camarades (dont Henri Krischer, Jacob Szmulewicz alias Jacquot et Max Schulewicz alias Gaby). Lors de cette action, Jacques Kipman est  abattu par les Allemands,.
À l’été 1944, il devient le chef politique de Carmagnole. Il déclenche l’insurrection de Villeurbanne le 24 août 1944 et la dirige aux côtés de Georges-Filip Lefort.

### Après la Guerre
Il devient officier liquidateur pour le groupe Carmagnole-Liberté. 
Il est naturalisé en 1951.

### Mort
Henri Krischer, domicilié à Nancy, meurt le 25 juillet 2000, à l'âge de 80 ans, à Châlons-en-Champagne (Marne.

## Album
- Henri Krischer. La libération de Villeurbanne.  Résistance intérieure 1940-1945 / Parcours de résistants (Documents sonores), 4 janvier 2010.